# Ford Fiesta I
La Ford Fiesta I è un'autovettura di segmento B prodotta dalla casa automobilistica statunitense Ford, tramite la filiale europea dal 1976 al 1983.
La Fiesta è la prima utilitaria prodotta da Ford e tale nome, utilizzato anche per le successive generazioni del modello, sarebbe diventato negli anni a venire un vero e proprio pilastro della gamma europea del marchio.

## Storia
Il progetto Fiesta iniziò a fine 1969, quando il presidente della Ford Division Lee Iacocca decise di realizzare una vettura compatta, a basso costo, da vendere in Europa. La comparsa della Fiat 128 aveva infatti reso obsoleta la Ford Escort a trazione posteriore e l'imminente lancio delle più piccole Fiat 127 e Renault 5 rischiava di togliere alla Ford altre quote significative sul mercato europeo.
Si è quindi deciso di creare una nuova utilitaria da posizionare sotto la Escort, avviando un progetto dal nome in codice Bobcat il quale prevedeva anche la costruzione di nuovi impianti di produzione e la progettazione di nuove tecnologie, come la trazione anteriore utilizzata dalle concorrenti. Il primo passo fu cercare di costruire un nuovo impianto di assemblaggio ad Almussafes (provincia di Valencia) con l'appoggio del Re Juan Carlos I, appena incoronato sovrano. In quel periodo la Spagna stava crescendo soprattutto dal punto di vista economico ed era pronta a diventare nuovamente una potenza europea. Risultava quindi importante per Ford inserirsi in questo mercato.
Nel frattempo, ingegneri e designer lavorarono sulla vettura, il cui primo prototipo era già pronto nel 1970. In particolare vari centri stile americani ed europei, per esempio quelli di Dunton in Gran Bretagna, di Colonia in Germania e la Ghia di Torino, crearono delle maquette basandosi sui dati comunicati dagli ingegneri. Questi ultimi vennero esposti in segretezza a Losanna (Svizzera) a clienti di vari mercati europei, in modo tale da testare l'opinione pubblica. Il prototipo scelto, dal quale discende l'aspetto esteriore della prima "Fiesta" fu denominato "Wolf" e realizzato dalla Ghia a Torino su disegno di Tom Tjaarda e Paolo Martin, che dichiarò anni dopo in una intervista alla rivista "Automobilismo" che, per accelerare i tempi di sviluppo, il prototipo di forma fu costruito su un pianale della Fiat 127 (dalle cui dimensioni il progetto era originato), dopo aver asportato radicalmente l'intera carrozzeria dell'auto, acquistata per vie indirette. A prova di ciò bisogna ricordare che il progetto doveva contenere un passo maggiore rispetto a quello dell'utilitaria italiana contenuto in un corpo vettura di dimensioni inferiori alla Escort.
Nel settembre del 1972 Henry Ford II approvò la creazione del progetto "Bobcat", che ricevette il semaforo verde a dicembre 1973, in seguito alla crisi petrolifera, il Comitato di Direzione Ford approvò il progetto "Bobcat", soprattutto per via delle caratteristiche della vettura: compatta, leggera e dai consumi ridotti. La costruzione del nuovo impianto di Valencia iniziò il mese successivo. Ciononostante, la vettura fu prodotta anche in Regno Unito (a Dagenham) e in Germania Occidentale (Colonia e Saarlouis).
Il nome definitivo della vettura non fu scelto subito, almeno fino al 1974, quando la Ford restrinse l'iniziale lista di 50 nomi ad appena 5: Bravo, Fiesta, Amigo, Strada e Pony. Sebbene Bravo fosse il nome voluto dalla dirigenza per la nuova utilitaria dell'Ovale blu, fu Henry Ford II a volersi assumere la responsabilità di scegliere il nome, optando infine per "Fiesta" in quanto era una parola dinamica, allegra e che omaggiava la nuova alleanza tra Ford e la Spagna. Il nome fu reso pubblico solo a dicembre del 1975, mentre alla 24 Ore di Le Mans dell'anno seguente l'autovettura fu finalmente svelata al pubblico.

## Il contesto e l'evoluzione
La Fiesta di prima generazione è la prima Ford a trazione anteriore ad avere ottenuto dei validi riscontri commerciali, ma in realtà non è la prima autovettura del marchio a trazione anteriore: il primato spetta alla Ford Taunus 12M del 1962. Utilizzava all'anteriore lo schema MacPherson, brevettato nel 1949 dall'ingegnere, e successivamente vice presidente Ford, Earle S. MacPherson. Altre caratteristiche importanti erano i finestrini con pellicole anti-rottura, cinture di sicurezza autobloccanti, il lunotto posteriore riscaldato e il tetto apribile come optional. Le versioni S erano dotate di sospensioni irrigidite e di una barra stabilizzatrice anteriore.
Agli esordi erano disponibili i motori "Valencia" 4 cilindri in linea da 957 e 1.1 litri (con albero a camme laterale) e i 1.3 e 1.6 litri sempre ad aste e bilancieri. Tali motori derivavano dai "Kent" montati sulla Ford Escort. Le dimensioni della Fiesta prima serie erano: 3,57 m di lunghezza, 1,57 m di larghezza e 1,36 m di altezza, mentre la carrozzeria era disponibile solo a 3 porte. La meccanica era convenzionale: trazione anteriore, avantreno a ruote indipendenti, retrotreno a ponte rigido con barra Panhard, cambio a 4 marce e impianto frenante misto. Lo stile era stato anticipato dal concept "Blue car" realizzato dal designer italiano Paolo Martin durante il suo operato in Ghia/De Tomaso.
Al momento del lancio erano disponibili le versioni "base" (957 cm³ da 45 CV), "L" (957 cm³ da 45 CV e 1117 cm³ da 53 CV), "Ghia" (957 cm³ da 45 CV, 1117 cm³ da 53 CV e 1297 cm³ da 65 CV) e la versione sportiva "S" (1117 cm³ da 53 CV). Nel 1977 si aggiunse la "1.3 S" (1297 cm³ da 66 CV) esteticamente uguale alla "1.1 S" a parte la scritta adesiva "1300" sulla parte posteriore della fiancata. Infine nel 1980 venne introdotta la versione "GL" caratterizzata da un allestimento intermedio tra "L" e "Ghia". La versione base era riconoscibile per i paraurti neri (ripresi anche dalle "1.1 S" e "1.3 S") anziché cromati, la "Ghia" aveva un profilo laterale lucido, cerchi in lega e cornici cromate ai finestrini. Gli interni erano più curati sulle "Ghia" e più sportivi sulle "S", intermedi per le "L" e più spartani sulle versioni base.
I punti di forza della Fiesta furono un peso molto ridotto di soli 700 kg circa, i consumi ridotti e i 1200 litri di volume di carico. A questo si aggiunse una buona visibilità dal posto guida. Il comportamento nei crash test venne ottimizzato dagli ingegneri grazie all'utilizzo dei primi programmi di simulazione al computer, mentre da un punto di vista aerodinamico, il basso Cx di 0.42 incise favorevolmente sui consumi: la versione dotata del 1.0 litri da 40 CV consumava 5,6 litri ogni 100 km alla velocità costante di 90 km/h, 8,2 litri a 120 km/h e 7,9 litri nel ciclo urbano. Per quanto riguarda le prestazioni, la versione motorizzata con il 957 cm³ da 45 CV aveva una velocità massima di 137 km/h e accelerava da 0 a 100 km/h in 17,6 secondi.
Nel 1977, la Ford provò a vendere la Fiesta anche nel mercato nordamericano per un totale di quattro anni, vendendo circa 300.000 vetture.

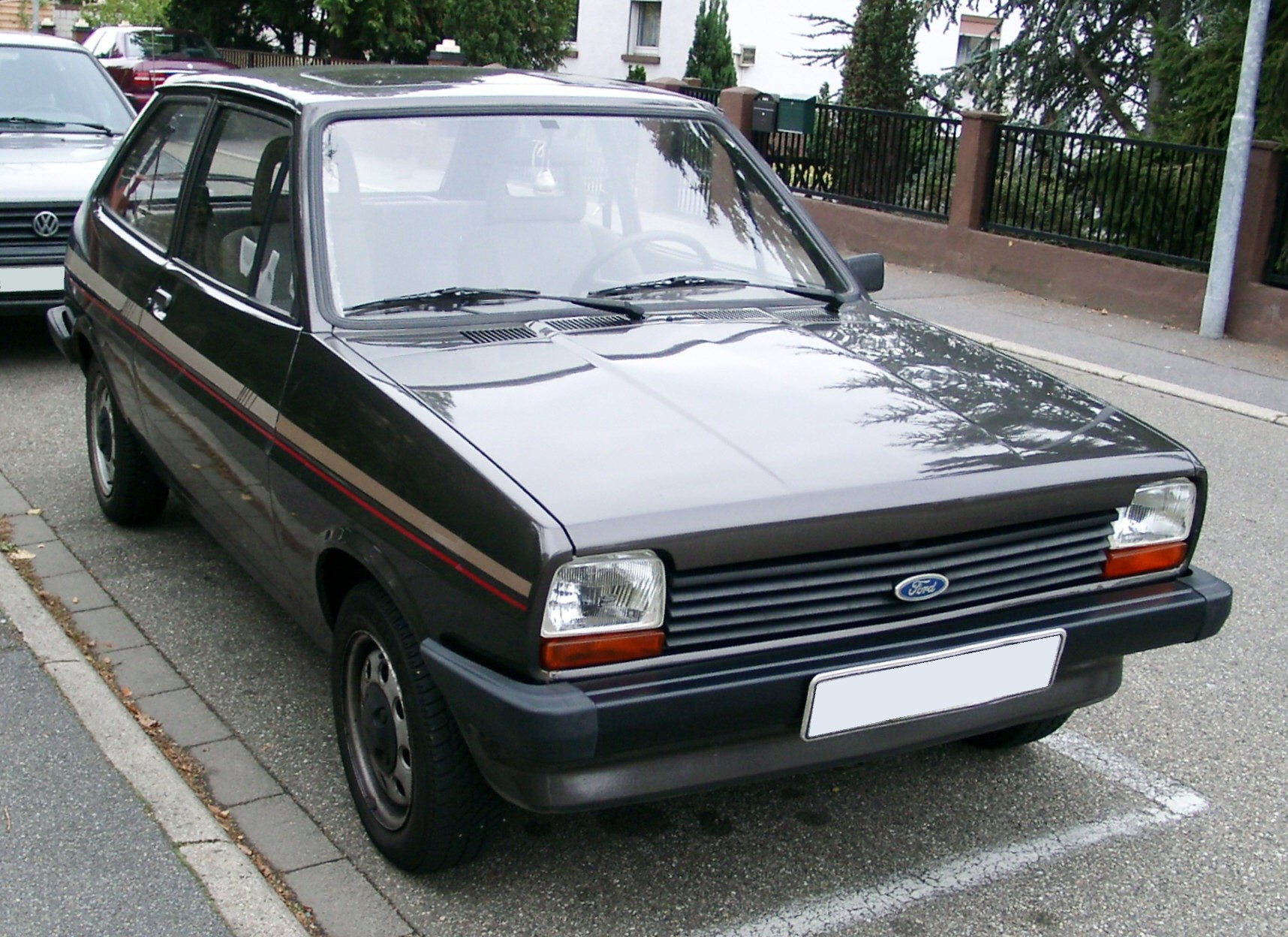
Una "Fiesta Quartz" del 1983.

Seguendo la scia del successo nel Rally di Monte Carlo, agli acquirenti della Fiesta venne offerta una modifica sportiva per i 1297 cm³ da 66 CV che aumentava la potenza a 75 CV grazie all'uso di due carburatori Weber e di scarichi modificati. Inoltre, il motore venne abbassato di 25 mm e vennero aggiunti dei freni sportivi.
Nel gennaio 1979, per festeggiare il raggiungimento del milione di esemplari prodotti, venne allestita la serie speciale "Million Edition", venduta in Italia al prezzo di lire 4.256.000 f.c. e caratterizzata da una dotazione particolarmente ricca di accessori, oltre che dall'unica colorazione in nero con fregi in argento e rosso lungo le fiancate.
Al Salone di Ginevra del 1980, Ford presentò la Fiesta "Supersport" dotata di un assetto ribassato, cerchi in lega leggera da 13", pneumatici 185/60, spoiler anteriore, posteriore, codolini in plastica ai passaruota e sedili avvolgenti con poggiatesta integrato. Come motori erano disponibili solo il 1117 cm³ da 55 CV e il 1297 cm³ da 66 CV.

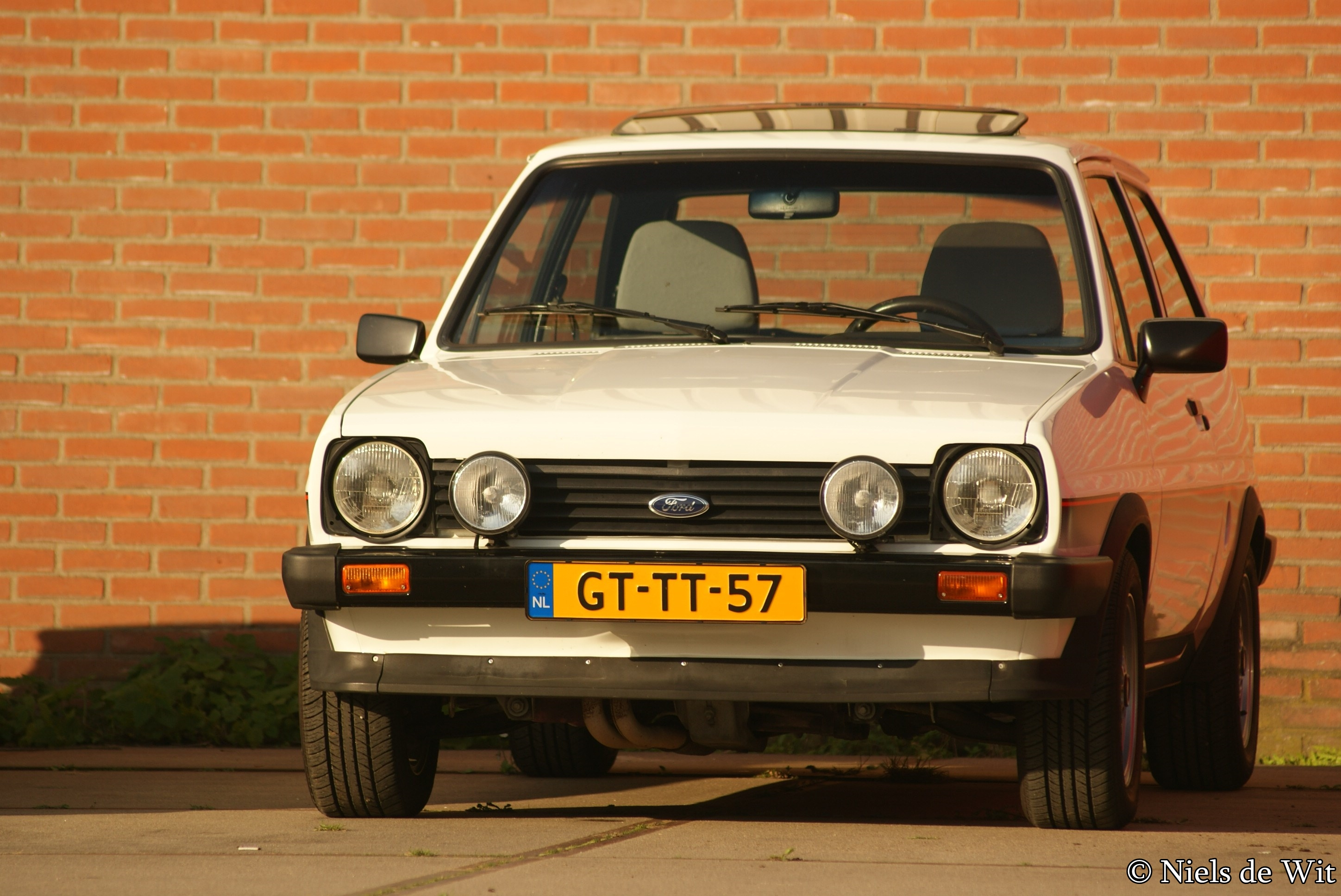
Un esemplare di Ford Fiesta XR2 del 1983.

Nell'agosto 1981 un leggero restyling interessò tutte le versioni e venne introdotta una versione di accesso alla gamma denominata "Casual". Le modifiche principali consistevano di paraurti più grandi con angoli in plastica per tutta la gamma (con rostri sulle versioni "S" e "Ghia"), nuovi sedili anteriori più confortevoli di derivazione Escort e cerchi da 13" sulle versioni "S" e "Quartz". La gamma comprendeva, oltre alla "Casual", la "L" (950 o 1.1), la "GL" (solo 1.1), la "Quartz" (950 o 1.1), la "Ghia" (950 o 1.1) e la "S" (1.1 o 1.3). Il restyling ha anche sancito il debutto della sportiva XR2, dotata di un 1596 cm³ capace di erogare 82 CV e riconoscibile per la stessa caratterizzazione estetica della precedente "Supersport" ma con fari e fendinebbia anteriori rotondi e i cerchi in lega da 13" dal nuovo disegno. La XR2 raggiungeva i 171 km/h di velocità massima e 10,1 secondi per raggiungere i 100 km/h da ferma. La XR2 venne utilizzata da Ghia come base per il concept Ghia Barchetta, presentato al Salone di Francoforte nel 1983. Si tratta delle ultime modifiche di sorta per l'utilitaria, che proprio nel 1983 viene sostituita dalla seconda generazione.

### La Fiesta prima serie in Nord America

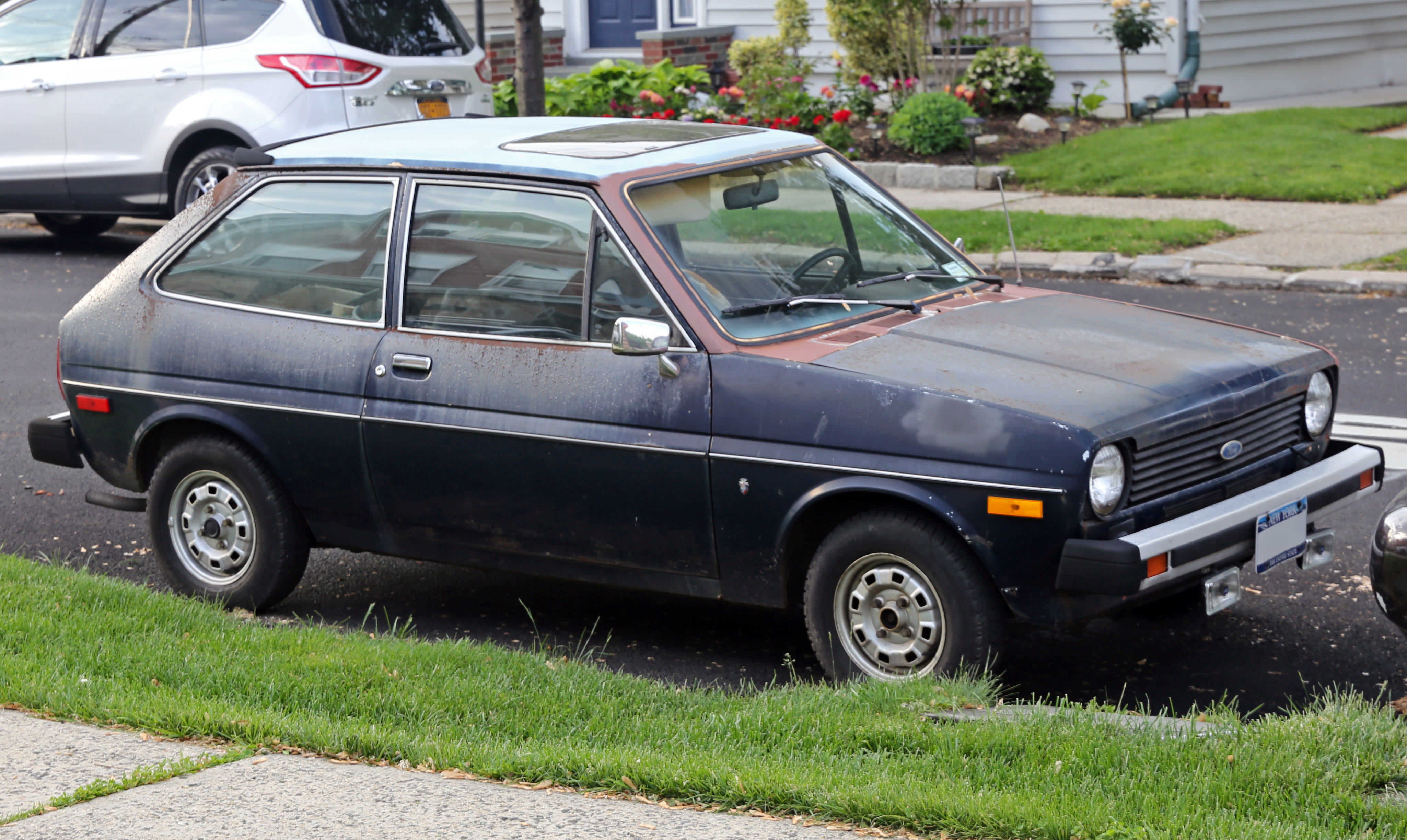
Un esemplare di Ford Fiesta Ghia prima serie nordamericana del 1979.

La prima serie della Ford Fiesta venne venduta in Nord America dal 1977 al 1981. Rispetto al modello europeo, si differenziava per la presenza di proiettori alogeni rotondi, paraurti più grandi per un miglior assorbimento d'energia, catadiottri laterali e motore diverso (un 1.596 cc Kent dotato di convertitore catalitico). Gli allestimenti disponibili, che non hanno mai subito modifiche importanti, sono: Base, Decor, Sport e Ghia, quest'ultimo posto al top di gamma. La Fiesta nordamericana, prodotta nelle fabbriche tedesche della Ford, aveva inoltre una scocca più adatta alle stringenti normative di sicurezza americane e anche delle opzioni mai disponibili in Europa (come il climatizzatore manuale). Così come la Ford Pinto, fu sostituita indirettamente dalla Ford Escort nordamericana nel 1981 (la vera erede sarà la Festiva, lanciata nel 1987) dopo aver totalizzato circa 300.000 esemplari. Bisogna attendere solo il 2010 per il ritorno al di là dell'Atlantico della piccola Fiesta, con la sesta generazione.

## Motorizzazioni
| Modello   | Disponibilità       | Motore  | Cilindrata (cm³) | Potenza       | Coppia max (N·m) | Emissioni CO2 (g/km) | 0–100 km/h (secondi) | Velocità max (km/h) | Consumo medio (km/l) |
| 900       | dal debutto al 1983 | Benzina | 957              | 33 kW (45 CV) | 64               | n.d                  | 17,6                 | 137                 | n.d                  |
| 1.1       | dal debutto al 1983 | Benzina | 1117             | 39 kW (53 CV) | 79               | n.d                  | 16,1                 | 145                 | n.d                  |
| 1.3 Sport | dal 1978 al 1983    | Benzina | 1297             | 48 kW (66 CV) | 90               | n.d                  | 12,3                 | 160                 | n.d                  |
| 1.6 XR2   | dal 1981 al 1983    | Benzina | 1598             | 61 kW (83 CV) | 124              | n.d                  | 10,4                 | 170                 | 11,5                 |

### Modelli paragonabili (prezzi di listino italiani)
| Modello                     | Ford Fiesta 950 Base | Autobianchi A112 N | Fiat 127  | Innocenti Mini 90 | Opel Kadett City Standard | Peugeot 104 GL | Renault 5 TL | Volkswagen Polo |
| --------------------------- | -------------------- | ------------------ | --------- | ----------------- | ------------------------- | -------------- | ------------ | --------------- |
| Cilindrata in cm³           | 957                  | 903                | 903       | 998               | 993                       | 954            | 956          | 895             |
| Potenza CV (DIN)            | 45                   | 42                 | 45        | 49(1)             | 48                        | 46             | 44           | 40              |
| Velocità max. (km/h)        | 137                  | 135                | 140       | 136               | 130                       | 135            | 140          | 132             |
| Prezzo di listino (in lire) | 2.712.000            | 2.690.000          | 2.749.000 | 2.571.000         | 3.221.000                 | 3.320.000      | 2.991.000    | 3.375.000       |
| Note                        | -                    | -                  | -         | (1) SAE           | -                         | -              | -            | -               |